# Жеко Жеков
Жеко Иванов Жеков е български политик.

## Биография
Жеко Жеков е роден през 1869 година в град Варна, в семейството на възрожденеца Янаки Жеков. Той е най-големият от трима братя. Средният брат - Михаил Жеков става известен варненски финансист, а най-малкият - Александър Жеков е първият български кинооператор, монтажист, режисьор и продуцент - автор на първия български документален филм филм „Балканската война 1912-1913“, заснет на фронта през 1913 г. и прожектиран във Варна през 1914 г.
Жеко Жеков учи в родния си град, а впоследствие и в Роберт колеж в Цариград. По-късно завършва право в Одеса. Започва работа в Бургаския окръжен съд. По-късно е прокурор и подпредседател на Софийския окръжен съвет.
През 1896 г. е избран за кмет на Варна от Народняшката партия, в същото време е и народен представител. През 1899 г. князът снема доверието си от народняците и на общинските избори през същата година радославистите печелят изборите. Коста Ранков заема кметското място за втори път. Жеко Жеков става отговорен редактор на вестник „Източен край“ (1900 - 1902), а след това два пъти - през 1902 до 1903 г. и през 1911 до 1913 г., е окръжен управител на Варна. През тази година се занимава и с публицистична и изследователска дейност около миналото на Варна и нейното население. Плод на тази му дейност е книгата „Одесос“, както и статии за името и произхода на гагаузите във Варна. Взема участие в Първата световна война..